# MTV Movie Awards 2000
MTV Movie Awards 2000 — ежегодная церемония вручения кинонаград канала MTV, которая прошла 3 июня в здании «Sony Pictures Studios» в городе Калвер-Сити (Калифорния, США). Ведущей церемонии была Сара Джессика Паркер.

## Исполнители
Церемония награждения прошла совместно с выступлением следующих музыкантов:
- Ди Энджело — Devil’s Pie
- ’N Sync — It’s Gonna Be Me
- Metallica — I Disappear

## Победители и номинанты
Победители написаны первыми и выделены жирным шрифтом.

### Лучший фильм
Матрица
- Красота по-американски
- Американский пирог
- Остин Пауэрс: Шпион, который меня соблазнил
- Шестое чувство

### Лучшая мужская роль
Киану Ривз — «Матрица»
- Джим Керри — «Человек на Луне»
- Райан Филлипп — «Жестокие игры»
- Адам Сэндлер — «Большой папа»
- Брюс Уиллис — «Шестое чувство»

### Лучшая женская роль
Сара Мишель Геллар — «Жестокие игры»
- Дрю Бэрримор — «Нецелованная»
- Нив Кэмпбелл — «Крик 3»
- Джулия Робертс — «Сбежавшая невеста»
- Эшли Джадд — «Двойной просчёт»

### Прорыв года: актёр
Хэйли Джоэл Осмент — «Шестое чувство»
- Уэс Бентли — «Красота по-американски»
- Джейсон Биггз — «Американский пирог»
- Майкл Кларк Дункан — «Зелёная миля»
- Джейми Фокс — «Каждое воскресенье»

### Прорыв года: актриса
Джулия Стайлз — «10 причин моей ненависти»
- Сельма Блэр — «Жестокие игры»
- Шеннон Элизабет — «Американский пирог»
- Керри-Энн Мосс — «Матрица»
- Хилари Суонк — «Парни не плачут»

### Лучший актёрский дуэт
Майк Майерс и Верн Тройер — «Остин Пауэрс: Шпион, который меня соблазнил»
- Том Хэнкс и Тим Аллен — «История игрушек 2»
- Киану Ривз и Лоренс Фишберн — «Матрица»
- Адам Сэндлер и Дилан и Коул — «Большой папа»
- Брюс Уиллис и Хэйли Джоэл Осмент — «Шестое чувство»

### Лучший злодей
Майк Майерс — «Остин Пауэрс: Шпион, который меня соблазнил»
- Мэтт Деймон — «Талантливый мистер Рипли»
- Сара Мишель Геллар — «Жестокие игры»
- Рэй Парк — «Звёздные войны. Эпизод I: Скрытая угроза»
- Кристофер Уокен — «Сонная Лощина»

### Лучшая комедийная роль
Адам Сэндлер — «Большой папа»
- Джейсон Биггз — «Американский пирог»
- Айс Кьюб — «Следующая пятница»
- Майк Майерс — «Остин Пауэрс: Шпион, который меня соблазнил»
- Паркер Поузи — «Крик 3»

### Лучший поцелуй
Сара Мишель Геллар и Сельма Блэр — «Жестокие игры»
- Дрю Бэрримор и Майкл Вартан — «Нецелованная»
- Кэти Холмс и Барри Уотсон — «Убить миссис Тингл»
- Хилари Суонк и Хлоя Севиньи — «Парни не плачут»

### Самый зрелищный эпизод
Звёздные войны. Эпизод I: Скрытая угроза
- Ведьма из Блэр: Курсовая с того света
- Матрица
- Мумия

### Лучшая музыкальная сцена
Мэтт Стоун и Трей Паркер — Uncle F**ka («Южный Парк: Большой, длинный, необрезанный»)
- Хит Леджер — Can’t Take My Eyes Off You («10 причин моей ненависти»)
- Майк Майерс и Верн Тройер — Just the Two of Us («Остин Пауэрс: Шпион, который меня соблазнил»)
- Мэтт Деймон и Джуд Лоу — Tu Vuò Fà L'Americano («Талантливый мистер Рипли»)

### Лучшая драка
Киану Ривз vs. Лоренс Фишберн — «Матрица»
- Майк Майерс vs. Верн Тройер — «Остин Пауэрс: Шпион, который меня соблазнил»
- Лиам Нисон и Юэн Макгрегор vs. Рэй Парк — «Звёздные войны. Эпизод I: Скрытая угроза»
- Эдвард Нортон против себя — «Бойцовский клуб»

### Лучший новый режиссёр
Спайк Джонз — «Быть Джоном Малковичем»

## Статистика
Фильмы, получившие наибольшее число номинаций.
| Фильм                                                                               | номинации |
| ----------------------------------------------------------------------------------- | --------- |
| Матрица / The Matrix                                                                | 6         |
| Остин Пауэрс: Шпион, который меня соблазнил / Austin Powers: The Spy Who Shagged Me | 6         |
| Жестокие игры / Cruel Intentions                                                    | 5         |
| Американский пирог / American Pie                                                   | 4         |
| Шестое чувство / The Sixth Sense                                                    | 4         |